# Stephen Hansen Stephanius
Stephen Hansen Stephanius (23. juli 1599 – 22. april 1650) var en dansk filolog og historiker.

## Opvækst og uddannelse
Stephanius blev født i København, hvor hans fader, Hans Stephensen, var professor ved universitetet. Allerede som 8-årig fungerede Stephanius ved en teologisk doktorpromotion, som hans morfader, Sjællands biskop Peder Jensen Vinstrup, ledede, idet han efter den tids skik fremsatte en række af hans fader forfattede teologiske spørgsmål, som doktoranden måtte besvare. Da Stephanius fader 1608 blev forstander for Sorø Skole og klostergods, blev sønnen sat i Sorø Skole, hvorfra han dog siden overflyttedes til Herlufsholm, og herfra afgik han 1615 til Københavns Universitet. 1618 tog han den filosofiske baccalaureusgrad. Hans hovedstudium var latinsk filologi samt fædrelandets historie og oldsager. I en alder af omtrent 22 år begav han sig på rejser. Han besøgte universiteterne i Rostock og Leiden, og efter hjemkomsten blev han 1624 rektor i Slangerup og tog 1625 magistergraden i København. Den arv, han fik ved faderens død i 1625, satte ham i stand til at fortsætte sine studier udenlands. Forinden var han trådt i nærmere forhold til professor Ole Worm, hvis antikvariske granskninger i høj grad tiltalte ham, og med hvem han indledede en lærd brevveksling, der fortsattes, så længe han levede.
I juli 1626 blev Stephanius for anden gang indskrevet ved Leidens universitet, hvor han trådte i nær forbindelse med de berømte filologer Gerhard Johann Voss og Daniel Heinsius, og her betrådte han 1627 forfatterbanen ved udgivelsen af Breves notæ et emendationes in Saxonem Grammaticum og snart efter af en lille samling udvalgte sentenser hos samme, hvilke to småskrifter blev indledningen til Stephanius' senere mangeårige og flittige syslen med Saxos historieværk. Herved vandt han ikke blot bifald hjemme hos Ole Worm og den historiekyndige kansler Christian Friis til Kragerup, men fik også en faderlig ven i den kongelige danske historiograf Johannes Pontanus, der var professor i Harderwijk, og som siden på enhver måde søgte at være Stephanius til hjælp, bl.a. ved at yde ham en del af materialet til den samling af forskellige ældre historisk-topografiske småstykker og afhandlinger vedrørende Danmark, Norge og hertugdømmerne, som han 1629 udgav under titlen De regno Daniæ etc. tractatus varii, og som synes at være blevet modtaget med bifald, da skriftet endnu samme år udkom i ændret og forøget udgave. Dette arbejde gav stødet til, at Stephanius i slutningen af 1629 kaldtes til professor eloqventiæ (dvs. i veltalenhed) ved Sorø Akademi, en stilling, hvortil han egnede sig godt, da han besad et betydeligt herredømme over det latinske sprog og skrev en ren og ukunstlet stil.

## Professor ved Sorø Akademi
I vinterens hjerte begav Stephanius sig da hjem fra Holland og tiltrådte i marts 1630 sit embede i Sorø. Pontanus havde medgivet ham et brev til kansler Friis, hvori han ikke blot roste ham for lærdom og gode sæder, men særlig fremhævede, at han sikkert ville være i stand til at udgive Saxos værk i en bedre skikkelse, end det hidtil havde foreligget. Dette blev da i virkeligheden også Stephanius' fremtidsopgave, der mere end noget andet optog hans tid og kræfter. Men for øvrigt fik han flere hverv foruden sit professorat, som han passede med omhu, og til bedste for hvilket han udgav flere skrifter vedrørende veltalenheden. Navnlig blev han 1631 medlem af en kommission af professorer fra København og Sorø, der skulle arbejde for en forbedring af det lærde skolevæsen (latinskolerne) og udgivelsen af nye og hensigtsmæssigere skolebøger. Stephanius var den af kommissionens medlemmer, der kom til at gøre den største del af arbejdet. 1633 udkom hans fortræffelige Colloqvia familiaria, hvilket skrift, særlig i den på de yngre elever beregnede udgave, under titlen Colloqvia minora, blev en meget yndet og længe brugt skolebog. Hertil sluttede sig hans ordbøger (Nomenclator Latino-Danicus, I, navne- og tillægsordene, 1634; II, udsagnsordene, 1638), af hvilke særlig den sidste del, der i daglig tale kaldtes Verba Stephani, i over 100 år benyttedes i skolerne i Danmark og Norge, ja vel endog i Sverige. Phraseologia Stephaniana Latino-Danica, der senere udkom og ligeledes længe benyttedes som et hjælpemiddel ved latinsk stilskrivning, er måske først efter Stephanius' død samlet ud af hans ovennævnte Colloqvia og forsynet med dansk oversættelse.

## Stephanius som historiker
Når Stephanius endnu mindes med taknemmelighed, er det dog især hans virksomhed som fædrelandsk historiker, der giver ham adkomst dertil, i forbindelse med hans ualmindelige talent til at finde og fremdrage historiske kildeskrifter. Da Johannes Meursius, der hidtil havde været professor i historie i Sorø samt kongelig historiograf, døde i efteråret 1639, var det derfor i sin gode orden, at Stephanius blev hans efterfølger i begge stillinger. Den ham som historiograf stillede opgave synes at have været at fortsætte Meursius' arbejde i den danske historie. Denne var nået til midt i Christian 3.s tid (1550). Fra dette tidspunkt arbejdede Stephanius nu videre. Når han imidlertid kun nåede til Christian 3.s død, lå grunden især deri, at han var optaget af sit for længst planlagte arbejde med Saxo, dels forbedringer af teksten, dels udarbejdelsen af oplysende anmærkninger. Det sidste krævede studier, der ikke var lette at føre til ende i Sorø. Stephanius følte sig hæmmet i sine undersøgelser derved, at han ikke var det oldnordiske sprog mægtig og ikke kunne tyde de gamle membraner (håndskrifter på pergament), der især ved Worms forbindelse med lærde islændere ved denne tid var nedsendte til Danmark. Ganske vist var Worm altid villig til, så vidt muligt, at vejlede Stephanius på oldgranskningens område, en litterær hjælp, som Stephanius for øvrigt på forskellige måder rigelig gengjældte; men vanskelighederne var dog ikke lette at overvinde.
Som en art indledning til Saxo udgav Stephanius Svenonis Aggonis filii, qvæ extant, opuscula i 1642. Men da Saxoteksten med noter var færdig fra Stephanius' hånd, viste det sig, at der ikke var nogen boghandler, hverken i Danmark eller i Holland, der ville overtage forlaget af dette store værk. Stephanius havde ikke råd til selv at afholde de betydelige omkostninger, og skønt enkelte stormænd tidligere havde ydet ham nogen understøttelse til trykningen, kunne hele hans møjsommelige arbejde let være blevet forgæves, hvis kansler Christian Thomesen Sehested ikke til sidst havde skaffet ham nogen statsunderstøttelse til anskaffelse af det fornødne papir. 1645 udkom endelig Saxonis Grammatici Historiæ Danicæ libri 16, notis uberioribus illustrati, et værk, der i høj grad vidner om udgiverens omhu og kyndighed. Næppe ringere fortjeneste indlagde Stephanius sig ved at samle og afskrive alle ham tilgængelige kilder til Danmarks historie i middelalderen, åbenbart i den hensigt at foranstalte en samlet udgave af dem, noget, der dog ikke skete, da han bortkaldtes ved døden, inden han nåede så vidt; men hans samlinger var dog et overordentlig vigtigt forarbejde for Jacob Langebek, da denne 100 år senere tog det arbejde op, som Stephanius havde måttet lade ligge ufuldendt.
I sine senere år berørtes Stephanius i høj grad af landets, især ved Christian 4.s ulykkelige krige forårsagede, elendige finansielle forhold, der bevirkede, at han næsten aldrig kunne få sin løn i rette tid eller ganske måtte savne den, hvilket pinte ham i høj Grad, især da smertelig sygdom slog sig til og gjorde hans liv bittert. Døden kom derfor som en befrielse for ham, da han, kun 50 år gammel, døde 22. april 1650. Men den historiske granskning i Danmark tabte i ham en af de kyndigste og flittigste arbejdere, den nogen sinde har haft. I hans sidste tid lå det ham meget på sinde at få udgivet den del af Christian 3.s historie, han havde forfattet; men skriftet (Historiæ Danicæ libri 2, qvi res memoratu dignas complectuntur in Dania gestas, regnante Chr. III ab a. 1550 ad a. 1559) udkom dog først nogen tid efter hans død, besørget af magister Hans Jensen Svaning. En ny udgave i forbindelse med Niels Krags annaler besørgede Hans Gram
1737.
1631 havde Stephanius ægtet Anne, datter af dr.med. Matthis Jacobsen i Århus og søster til Stephanius' gode ven og studiefælle fra Leiden, Jacob Matthiesen, der endte som biskop i Århus. Dette såre lykkelige ægteskab varede dog kun kort, da hustruen døde 10. februar 1633. Siden (26. oktober 1634) blev Stephanius gift med Thale, datter af magister Elias Eisenberg, der først var professor ved Københavns Universitet og siden provst på Samsø. Da Eisenberg (død 1635) efterfulgtes i embede og ægteskab af ovennævnte Svaning, som hidtil havde været rektor i Sorø, blev denne således, skønt yngre end Stephanius, hans svigerfader.
Stephanius efterlod et udmærket bibliotek og rige historiske samlinger. Efter hans død gjorde hans enke og venner skridt for at bevæge regeringen til at indløse disse værdifulde sager, om end måske blot mod betaling af Stephanius' resterende løn og en smule pension til enken. Men da der ikke var tilstrækkelig sans for samlingens betydning, solgte enken siden det hele til Sverige, hvor en del af håndskrifterne endnu er bevarede og i en sildigere tid er kommet den historiske forskning til gode. De har været af så meget desto større betydning, som de håndskrifter, Stephanius med stor flid havde afskrevet eller excerperet, for størstedelen gik til grunde ved Københavns Universitetsbiblioteks brand 1728.